# Tarraure
Tarraure är en sjö i Jokkmokks kommun i Lappland och ingår i Luleälvens huvudavrinningsområde. Sjön har en area på 2,04 kvadratkilometer och ligger 503,1 meter över havet. Tarraure ligger i Pärlälvens fjällurskog Natura 2000-område. Sjön avvattnas av vattendraget Lilla Luleälven (Tarraätno).

## Delavrinningsområde
Tarraure ingår i det delavrinningsområde (743259-156406) som SMHI kallar för Utloppet av Tarraure. Medelhöjden är 821 meter över havet och ytan är 23,84 kvadratkilometer. Räknas de 25 avrinningsområdena uppströms in blir den ackumulerade arean 478,34 kvadratkilometer. Lilla Luleälven (Tarraätno) som avvattnar avrinningsområdet har biflödesordning 2, vilket innebär att vattnet flödar genom totalt 2 vattendrag innan det når havet efter 320 kilometer. Avrinningsområdet består mestadels av skog (30 procent) och kalfjäll (60 procent). Avrinningsområdet har 2,06 kvadratkilometer vattenytor vilket ger det en sjöprocent på 8,6 procent.